# Automatic for the People
Automatic for the People és el vuitè àlbum d'estudi de la banda estatunidenca R.E.M.. Es va publicar el 5 d'octubre de 1992 per Warner Bros. Records amb la coproducció de Scott Litt.
Va tenir molt bona rebuda per part de la crítica i se'l considera un dels èxits més destacats de la banda, el qual va vendre més de 18 milions de còpies arreu del món.

## Producció
R.E.M. ja va començar a pensar en aquest àlbum mentre es trobava en les sessions de mescles de l'anterior treball, Out of Time, als Paisley Park Studios al desembre de 1990. Van aprofitar per enregistrar les primeres demos d'algunes cançons. Tanmateix, van haver d'esperar que acabés la promoció de Out of Time per començar a treballar seriosament en el nou àlbum. A partir d'un ventall d'una trentena de cançons van començar a enregistrar altres demos en diverses sessions i estudis. Van realitzar l'elecció final amb la co-producció de Scott Litt als Bearsville Studios de Woodstock, el 30 de març de 1992. Posteriorment van afegir sonorització i arranjaments de corda, i van completar l'enregistrament al juliol als Bad Animals Studio de Seattle.
La idea original de la banda era fer un treball molt rocker, amb domini de la guitarra, però el resultat final no fou aquest i van obrir una nova direcció. Les lletres tractaven la pèrdua i el dol, la maduresa d'haver complert els 30 anys i adonar-se que el món és diferent. Per algunes cançons van comptar amb els arranjaments de corda de John Paul Jones, famós per ser el baixista de Led Zeppelin.
El títol de l'àlbum prové del lema que té el restaurant Weaver D's Delicious Fine Foods d'Athens. La portada no està relacionada amb el restaurant, es tracta d'una estrella ornamental que van localitzar al Sinbad Motel de Miami, prop dels Criteria Studios, on van enregistrar part de l'àlbum. El motel encara és actiu però no l'estrella a causa dels danys ocasionats per un huracà.
L'any 2005, La discogràfica Warner Bros. va publicar una edició doble de l'àlbum format per un CD i un DVD d'àudio, acompanyats del llibret del CD original amb notes esteses. Per commemorar el 25è aniversari de la seva publicació, Craft Recordings va publicar el 10 de novembre de 2017 una edició de quatre discs que incloïa enregistraments en directe, demos i remescles.

## Recepció
El disc va arribar al capdamunt de la llista d'àlbums britànica, mentre que al seu país se'n va quedar a les portes ja que va ocupar el segon de la llista estatunidenca. Malgrat que no havien realitzat cap gira per promocionar el treball anterior, també van declinar fer-ho per aquest àlbum. Va aconseguir les certificacions de quatre disc de platí als Estats Units, sis al Regne Unit, i triple a Austràlia. Durant aquest temps es van extreure sis senzills dels quals, el primer fou el més ben valorat a les llistes.
La crítica va rebre l'àlbum molt positivament, alguns destacant que era el millor que havia compost R.E.M. fins al moment. Com a prova d'això, va rebre diverses nominacions a premis musicals. Per exemple, va ser nominat al Grammy a l'àlbum de l'any 1994, i la revista Rolling Stone el va situar en el lloc 247 de la llista dels 500 millors discs de tots els temps.

## Llista de cançons
Totes les cançons foren escrites i compostes per Bill Berry, Peter Buck, Mike Mills i Michael Stipe. 
| 1.            | «Drive»                          | 4:31  |
| 2.            | «Try Not to Breathe»             | 3:50  |
| 3.            | «The Sidewinder Sleeps Tonite»   | 4:06  |
| 4.            | «Everybody Hurts»                | 5:17  |
| 5.            | «New Orleans Instrumental No. 1» | 2:13  |
| 6.            | «Sweetness Follows»              | 4:19  |
| Durada total: | Durada total:                    | 24:16 |

| 7.            | «Monty Got a Raw Deal» | 3:17  |
| 8.            | «Ignoreland»           | 4:24  |
| 9.            | «Star Me Kitten»       | 3:15  |
| 10.           | «Man on the Moon»      | 5:13  |
| 11.           | «Nightswimming»        | 4:16  |
| 12.           | «Find the River»       | 3:50  |
| Durada total: | Durada total:          | 24:15 |

### Edició 25è aniversari
| 1.            | «Drive»                            | 4:51  |
| 2.            | «Monty Got a Raw Deal»             | 3:21  |
| 3.            | «Everybody Hurts»                  | 7:18  |
| 4.            | «Man on the Moon»                  | 6:27  |
| 5.            | «Losing My Religion»               | 4:31  |
| 6.            | «Country Feedback»                 | 4:52  |
| 7.            | «Begin the Begin»                  | 3:27  |
| 8.            | «Fall on Me»                       | 3:34  |
| 9.            | «Me in Honey»                      | 4:06  |
| 10.           | «Finest Worksong»                  | 5:28  |
| 11.           | «Love Is All Around» (Reg Presley) | 3:23  |
| 12.           | «Funtime» (David Bowie, Iggy Pop)  | 2:16  |
| 13.           | «Radio Free Europe»                | 4:39  |
| Durada total: | Durada total:                      | 58:13 |

| 1.            | «Drive»                                                        | 4:43  |
| 2.            | «Wake Her Up» (demo "The Sidewinder Sleeps Tonite")            | 4:37  |
| 3.            | «Mike's Pop Song»                                              | 4:33  |
| 4.            | «C to D Slide 13» (demo "Man on the Moon")                     | 5:35  |
| 5.            | «Cello Scud» (demo "Sweetness Follows")                        | 4:20  |
| 6.            | «10K Minimal» (demo "Find the River")                          | 3:33  |
| 7.            | «Peter's New Song»                                             | 3:15  |
| 8.            | «Eastern 983111»                                               | 4:02  |
| 9.            | «Bill's Acoustic»                                              | 2:53  |
| 10.           | «Arabic FeedbackFinest Worksong» (demo "Christmas in Tunisia") | 4:55  |
| 11.           | «Howler Monkey» (demo "Ignoreland")                            | 4:38  |
| 12.           | «Pakiderm» (demo "New Orleans Instrumental No. 1")             | 3:33  |
| 13.           | «Afterthought» (demo "New Orleans Instrumental No. 2")         | 3:56  |
| 14.           | «Bazouki Song» (demo "Monty Got a Raw Deal")                   | 3:04  |
| 15.           | «Photograph» (Natalie Merchant, Berry, Buck, Mills i Stipe)    | 3:31  |
| 16.           | «Michael's Organ» (demo "Everybody Hurts")                     | 4:32  |
| 17.           | «Pete's Acoustic Idea»                                         | 1:05  |
| 18.           | «6–8 Passion & Voc» (demo "Try Not to Breathe")                | 3:45  |
| 19.           | «Hey Love» (Mike Voc) (demo "Star Me Kitten")                  | 3:02  |
| 20.           | «Devil Rides Backwards»                                        | 5:16  |
| Durada total: | Durada total:                                                  | 78:48 |

| 1.            | «Drive» (videoclip)                           | 4:26  |
| 2.            | «The Sidewinder Sleeps Tonite» (videoclip)    | 4:06  |
| 3.            | «Everybody Hurts» (videoclip)                 | 5:35  |
| 4.            | «Man on the Moon» (videoclip)                 | 4:45  |
| 5.            | «Nightswimming» (videoclip versió Regne Unit) | 4:21  |
| 6.            | «Find the River» (videoclip)                  | 3:38  |
| 7.            | «Nightswimming» (videoclip)                   | 8:25  |
| 8.            | «Automatic Press Kit» (vídeo promocional)     | 16:31 |
| Durada total: | Durada total:                                 | 51:47 |

## Posició en llistes
| Llista (1992) | Posició | Certificacions |
| ------------- | ------- | -------------- |
| Alemanya      | 2       | 5x Or          |
| Austràlia     | 2       | 4x Platí       |
| Canadà        | 4       | 7x Platí       |
| Estats Units  | 2       | 4x Platí       |
| España        |         | 2x Platí       |
| França        | 9       | 1x Platí       |
| Itàlia        | 4       |                |
| Japó          | 27      |                |
| Regne Unit    | 1       | 7x Platí       |

## Crèdits
| R.E.M. - Bill Berry – bateria, percussió, veus addicionals, baix, teclats, melòdica - Peter Buck – guitarra elèctrica, guitarra acústica, mandolina, baix, buzuki - Mike Mills – baix, piano, percussió, veus addicionals, teclats, acordió - Michael Stipe – cantant Músic addicionals - Scott Litt – harmònica, clavinet - John Paul Jones – arranjaments d'orquestra - George Hanson – director d'orquestra - Denise Berginson-Smith, Lonnie Ottzen, Patti Gouvas, Sandy Salzinger, Sou-Chun Su, Jody Taylor – violí - Knox Chandler, Kathleen Kee, Daniel Laufer, Elizabeth Murphy – violoncel - Reid Harris, Paul Murphy, Heidi Nitchie – viola - Deborah Workman – oboè | Producció - Scott Litt – producció, enginyeria de mescles - Ed Brooks, George Cowan, Mark Howard, Tod Lemkuhl, Ted Malia, Andrew Roshberg – enginyeria - Adrian Hernandez – assistència d'enginyeria - John Keane – enginyeria d'enregistrament - Stephen Marcussen – masterització - Clif Norrell – enginyeria d'enregistrament, enginyeria de mescles |